# Pityobius
Pityobius là một chi bọ cánh cứng trong họ 
Elateridae.
Chi này được miêu tả khoa học năm 1853 bởi LeConte.

## Các loài
Các loài trong chi này gồm:
- Pityobius anguinus LeConte, 1853
- Pityobius murrayi LeConte, 1861